# 卡普拉斯方程

乙烷衍生物的 J_{HH}(φ) = 12 cos^{2}φ - cosφ+2 方程图象

卡普拉斯方程（得名于马丁·卡普拉斯）描述核磁共振谱中3J耦合常数与二面角的关系。
{\displaystyle J(\phi )=A\cos ^{2}\phi +B\cos \,\phi +C}
其中：
- {\displaystyle \ J} 为 {\displaystyle \ ^{3}J} 耦合常数
- {\displaystyle \ \phi } 为二面角
- {\displaystyle \ A,B,C} 为实验得到的参数，与具体原子和取代基有关[2]